# Pro Livorno 1988-1989
Questa pagina raccoglie le informazioni riguardanti la Pro Livorno nelle competizioni ufficiali della stagione 1988-1989.

## Stagione
La stagione 1988-1989 inizia per il Livorno sotto una cattiva stella, ha dovuto abbandonare la denominazione "Unione Sportiva Livorno" che aveva dal primo dopoguerra, per il fallimento della società, a favore della nascente Pro Livorno Calcio, composta da un gruppo di imprenditori livornesi, poco assistiti dalla buona sorte, con alla presidenza Paolo Salemmo. Sono stati ceduti i giovani più promettenti, da Igor Protti alla Virescit Boccaleone a Marco Marocchi ceduto allo Spezia, non adeguatamente rimpiazzati, così l'ultimo posto in classifica nel girone A della Serie C1, è arrivato per certi versi meritato ed inevitabile. Sulla panchina amaranto si sono alternati tre allenatori, Roberto Franzon, Rossano Giampaglia ed Antonio Renna, lottando ma senza riuscire a mantenere la categoria. Ha chiuso il campionato ultimo con 20 punti, con solo 18 reti, che è l'attacco peggiore e con la peggior difesa del girone A, con 55 reti subite, nel girone di ritorno l'unico successo è giunto all'ultima di campionato con il Modena, quando la Pro Livorno era già scesa in Serie C2.
Un po' meglio nella Coppa Italia di Serie C dove la Pro Livorno ha vinto il suo girone prima del campionato, poi a gennaio nei sedicesimi di finale ha superato il Prato, a febbraio negli ottavi di finale ha ceduto nel doppio confronto con la Spal.

## Rosa
| N. |                   | Ruolo | Calciatore           |
| -- | ----------------- | ----- | -------------------- |
|    | Italia (bandiera) | D     | Valerio Barsotti     |
|    | Italia (bandiera) | D     | Michele Biagianti    |
|    | Italia (bandiera) | D     | Pier Luigi Carpineti |
|    | Italia (bandiera) | P     | Gabriello Carpita    |
|    | Italia (bandiera) | C     | Stefano Ceci         |
|    | Italia (bandiera) | A     | Domenico Cicconi     |
|    | Italia (bandiera) | C     | Antonio Criscimanni  |
|    | Italia (bandiera) | A     | Riccardo Del Francia |
|    | Italia (bandiera) | C     | Stefano Ferrari      |
|    | Italia (bandiera) | D     | Massimo Garfagnini   |
|    | Italia (bandiera) | D     | Riccardo Guidugli    |
|    | Italia (bandiera) | D     | Maurizio Martini     |
|    | Italia (bandiera) | C     | Valerio Mazzucato    |

| N. |                   | Ruolo | Calciatore          |
| -- | ----------------- | ----- | ------------------- |
|    | Italia (bandiera) | C     | Paolo Moschetti     |
|    | Italia (bandiera) | P     | Paolo Onorati       |
|    | Italia (bandiera) | C     | Corrado Ottanelli   |
|    | Italia (bandiera) | A     | Mario Paladini      |
|    | Italia (bandiera) | A     | Andrea Perfetti     |
|    | Italia (bandiera) | C     | Stefano Piccini     |
|    | Italia (bandiera) | C     | Stefano Pontis      |
|    | Italia (bandiera) | C     | Alessandro Rossi    |
|    | Italia (bandiera) | C     | Paolo Rossi         |
|    | Italia (bandiera) | D     | Enrico Sala         |
|    | Italia (bandiera) | C     | Emanuele Sanguineti |
|    | Italia (bandiera) | C     | Walter Viganò       |

## Risultati

### Campionato

#### Girone di andata
| Arbitro: | Lattuada (Legnano) |

|                                                       |           |                 |
| M. Pellegrini 22’ Monguzzi 40’ Valori 48’, 89’ (rig.) | Marcatori | 45’ Del Francia |

| Livorno 18 settembre 1988 2ª giornata | Pro Livorno           | 0 – 0 | Triestina | Stadio Ardenza\| Arbitro: \| Ceccarelli (Ciampino) \| |
| Arbitro:                              | Ceccarelli (Ciampino) |       |           |                                                       |

| Arbitro: | Bellotti (Saronno) |

|                                 |           |  |
| Brandolini 27’ (rig.) Libro 33’ | Marcatori |  |

| Arbitro: | Arena (Ercolano) |

|                      |           |  |
| Ceccaroni 45’ (aut.) | Marcatori |  |

| Arbitro: | Risetti (Voghera) |

|              |           |  |
| Calonaci 42’ | Marcatori |  |

| Arbitro: | Tommasi (Pavia) |

|                 |           |  |
| Del Francia 63’ | Marcatori |  |

| Arbitro: | De Angelis (Civitavecchia) |

|               |           |  |
| Mirabelli 48’ | Marcatori |  |

| Arbitro: | Gazzetta (Mestre) |

|                           |           |                 |
| Mazzucato 27’ Cicconi 84’ | Marcatori | 87’ Agostinelli |

| Arbitro: | Cardona (Milano) |

|               |           |                               |
| Carpineti 30’ | Marcatori | 16’ Paci 87’ (rig.) Torracchi |

| Tortona 13 novembre 1988 10ª giornata | Derthona                      | 0 – 0 | Pro Livorno | Stadio Fausto Coppi\| Arbitro: \| Zebellin (Bassano del Grappa) \| |
| Arbitro:                              | Zebellin (Bassano del Grappa) |       |             |                                                                    |

| Arbitro: | Cirotti (Roma) |

|              |           |  |
| M. Rossi 66’ | Marcatori |  |

| Arbitro: | G. Baldas (Trieste) |

|               |           |            |
| Carpineti 12’ | Marcatori | 86’ Pedone |

| Bergamo 4 dicembre 1988 13ª giornata | Virescit Bergamo    | 0 – 0 | Pro Livorno | Stadio Comunale\| Arbitro: \| Capovilla (Carrara) \| |
| Arbitro:                             | Capovilla (Carrara) |       |             |                                                      |

| Livorno 11 dicembre 1988 14ª giornata | Pro Livorno     | 0 – 0 | Carrarese | Stadio Ardenza\| Arbitro: \| Fucci (Salerno) \| |
| Arbitro:                              | Fucci (Salerno) |       |           |                                                 |

| Arbitro: | Merlino (Torre del Greco) |

|                          |           |                         |
| Cantarutti 43’ Pizzi 77’ | Marcatori | 7’ Mazzucato 76’ Pontis |

| Arbitro: | Trinchieri (Roma) |

|  |           |                                                               |
|  | Marcatori | 15’ L. Rossi 19’ Gabrieli 60’ (rig.), 82’ Bresciani 70’ Sordo |

| Arbitro: | Arcangeli (Terni) |

|                                   |           |               |
| Sorbello 16’ Aimo 47’ Colomba 60’ | Marcatori | 34’ Mazzucato |

#### Girone di ritorno
| Livorno 15 gennaio 1989 18ª giornata | Pro Livorno       | 0 – 0 | SPAL | Stadio Ardenza\| Arbitro: \| Gazzetta (Mestre) \| |
| Arbitro:                             | Gazzetta (Mestre) |       |      |                                                   |

| Arbitro: | Capovilla (Verona) |

|                                              |           |  |
| Papais 48’ (rig.) Simonetta 75’ Tomasoni 79’ | Marcatori |  |

| Arbitro: | Destro (Novi Ligure) |

|              |           |                 |
| Perfetti 87’ | Marcatori | 61’ (aut.) Sala |

| La Spezia 12 febbraio 1989 21ª giornata | Spezia                     | 0 – 0 | Pro Livorno | Stadio Alberto Picco\| Arbitro: \| De Angelis (Civitavecchia) \| |
| Arbitro:                                | De Angelis (Civitavecchia) |       |             |                                                                  |

| Arbitro: | Fiori (Ravenna) |

|               |           |               |
| Mazzucato 36’ | Marcatori | 48’ Di Nicola |

| Arbitro: | Brignoccoli (Ancona) |

|                                 |           |  |
| Gabriele 60’ (rig.) Ginelli 88’ | Marcatori |  |

| Arbitro: | Arena (Ercolano) |

|  |           |              |
|  | Marcatori | 32’ Solimeno |

| Arbitro: | Marchese (Napoli) |

|                                        |           |                                             |
| Zerbio 16’, 27’, 86’ (rig.) Sergio 70’ | Marcatori | 23’ Carpineti 58’ Moschetti 81’ Del Francia |

| Arbitro: | Masulli (Cremona) |

|                                             |           |  |
| Di Stefano 9’ G. Salvi 16’ M. Donatelli 43’ | Marcatori |  |

| Livorno 9 aprile 1989 27ª giornata | Pro Livorno     | 0 – 0 | Derthona | Stadio Ardenza\| Arbitro: \| Forte (Marsala) \| |
| Arbitro:                           | Forte (Marsala) |       |          |                                                 |

| Arbitro: | Rivola (Roma) |

|  |           |            |
|  | Marcatori | 74’ Di Bin |

| Arbitro: | Contente (Salerno) |

|                               |           |  |
| Palmieri 17’, 31’ Bramini 22’ | Marcatori |  |

| Arbitro: | Minotti (Frosinone) |

|                 |           |            |
| Criscimanni 44’ | Marcatori | 22’ Protti |

| Arbitro: | Ferro (Verona) |

|                            |           |  |
| Figaia 3’ Ansaldi 73’, 78’ | Marcatori |  |

| Arbitro: | Casoli (Reggio Emilia) |

|  |           |                               |
|  | Marcatori | 17’ Cantarutti 73’, 78’ Pizzi |

| Arbitro: | Cirotti (Roma) |

|                                                                               |           |              |
| Labardi 31’ Bresciani 38’, 70’ Gabrieli 53’ Belardinelli 62’ C. Benedetti 74’ | Marcatori | 87’ Perfetti |

| Arbitro: | Russo (Chieti) |

|                |           |  |
| S. Ferrari 63’ | Marcatori |  |

### Coppa Italia

#### Girone J
| Arbitro: | Destro (Novi Ligure) |

|  |           |            |
|  | Marcatori | 44’ Pontis |

| Livorno 24 agosto 1988 2ª giornata | Pro Livorno     | 0 – 0 | Rondinella | Stadio Ardenza\| Arbitro: \| Cesari (Genova) \| |
| Arbitro:                           | Cesari (Genova) |       |            |                                                 |

| Arbitro: | Di Renzo (Roma) |

|                                      |           |                  |
| Del Francia 36’, 62’ A. Perfetti 61’ | Marcatori | 50’ (rig.) Gemmi |

| Arbitro: | Valcalda (Genova) |

|                |           |  |
| Garfagnini 11’ | Marcatori |  |

| Arbitro: | Introvigne (Conegliano) |

|                                         |           |                            |
| Pizzuto 9’, 77’ Aquilante 30’ Bacci 79’ | Marcatori | 45’ A. Rossi 86’ Moschetti |

| Arbitro: | Marchese (Napoli) |

|  |           |                                  |
|  | Marcatori | 4’ Guidugli 85’ (rig.) Mazzucato |

#### Sedicesimi di finale
| Arbitro: | Griffo (Palermo) |

|                                             |           |  |
| Cicconi 31’ Pontis 79’ (rig.) Mazzucato 90’ | Marcatori |  |

| Arbitro: | Mantovani (Genova) |

|                                                                   |           |                           |
| Carpita 23’ (aut.) Ceccarini 26’ Righetti 59’ M. Rossi 73’ (rig.) | Marcatori | 1’ Paladini 25’ Mazzucato |

#### Ottavi di Finale
| Arbitro: | Marchi (Padova) |

|                  |           |  |
| Fattori 15’, 45’ | Marcatori |  |

| Livorno 23 febbraio 1989 Ritorno | Pro Livorno      | 0 – 0 | SPAL | Stadio Ardenza\| Arbitro: \| Bazzoli (Merano) \| |
| Arbitro:                         | Bazzoli (Merano) |       |      |                                                  |